# Gol

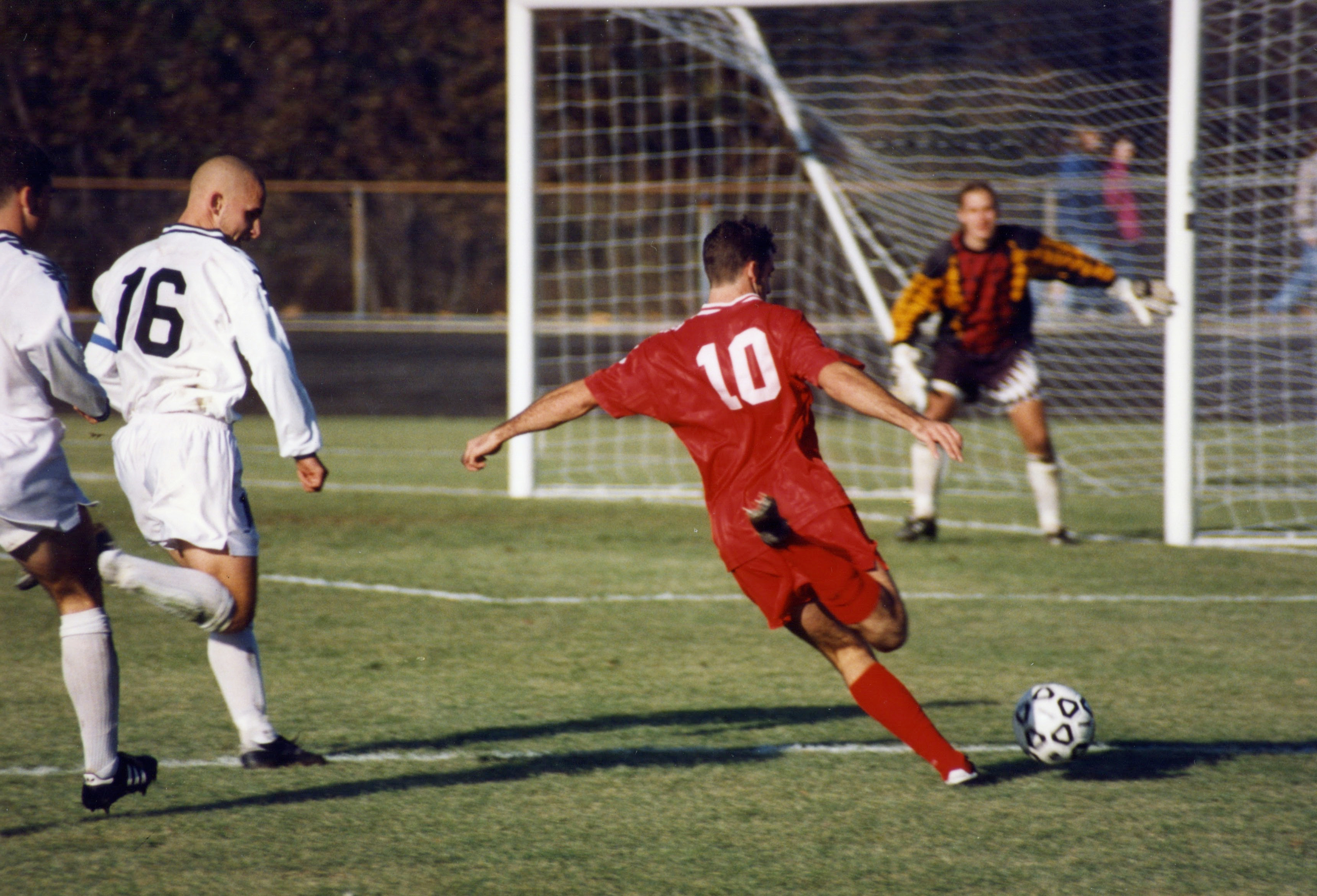
Un jugador a punt de marcar un gol

Un gol (de l'anglès goal; meta, objectiu) és el fet d'aconseguir un punt, que acostuma a ser l'objectiu del joc en diversos esports.

## Valor
Tot i que en la majoria d'esports (futbol, hoquei, handbol, lacrosse…), cada gol compta per un punt, hi ha esports en què no és així. Per exemple, en rugbi, cada vegada que la pilota travessa la meta, s'afegeixen 3 punts al marcador de l'equip que ha marcat. Un altre cas que no segueix la tònica habitual és la del futbol australià, en el qual per cada gol es compten 6 punts.

## Futbol i les seves modalitats
En futbol, un gol es marca quan la pilota creua completament la línia de meta dins la porteria, és a dir, entre els pals laterals i el travesser.
Un gol serà anotat com un punt a favor de l'equip corresponent que va fer l'anotació, només si aquest és vàlid, quedant tal decisió final, tot i ser controvertida, a instàncies dels col·legiats (àrbitres) del partit.
Un gol pot ser convertit durant el desenvolupament del joc bé en jugada o pilota parada per qualsevol part del cos vàlida: cap, tronc, o extremitats, a excepció dels braços i mans, que són considerats com a infracció i se sancionarà amb falta favorable a l'equip contrari (a excepció dels porters). Així mateix, pot aconseguir-se de qualsevol manera combinativa estipulada dins del reglament, sent alguns d'ells de bella factura, com els aconseguits de vaselina, de xilena, de tisora, de volea o de córner directe, per destacar-ne alguns.
Si el partit finalitza igualat a gols o sense gols, es considera empat. En alguns tornejos i etapes definitòries no s'admet l'empat, i s'apliquen diverses tècniques de desempat, com temps addicionals, definicions per penals i partits de desempat.
Actualment, en els tornejos, l'equip guanyador suma 3 punts, cap el perdedor, i un punt cada equip en cas d'empat. Antigament, el guanyador rebia 2 punts. Si a la taula de posicions de la competició hi hagués una igualtat de punts entre dos o més equips, s'aplicarà primer la «diferència de gols particular» entre els equips implicats en els partits disputats entre els dos equips, i si aquesta també dona empat es recorre a la «diferència de gols general» d'un equip en qüestió aconseguit enfront de tots els equips del torneig.
Les diferents modalitats del futbol com el futbol sala, futbol 7 i futbol platja posseeixen el mateix sistema de regles i de puntuació.

### Tipus de gol
- Penal: quan el gol s'aconsegueix des del punt dels 11 metres a causa d'una infracció a favor de l'equip atacant dins de l'àrea.[2]
- Autogol: quan accidentalment un jugador es fa un gol a la porteria del seu propi equip.
- Gol olímpic: quan un jugador introdueix la pilota al fons de la xarxa disparant directament des del servei de córner.[3]
- Falta directa: quan el gol s'aconsegueix de pilota aturada des de fora l'àrea després d'una infracció a favor de l'equip atacant.[4]